# Aphantotropis connectens
Aphantotropis connectens är en insektsart som beskrevs av Boris Petrovich Uvarov 1924. Aphantotropis connectens ingår i släktet Aphantotropis och familjen Pamphagidae. Inga underarter finns listade i Catalogue of Life.